# Goplana concinna
Goplana concinna är en svampart som beskrevs av Syd. 1937. Goplana concinna ingår i släktet Goplana och familjen Chaconiaceae.   Inga underarter finns listade i Catalogue of Life.